# Seydlitz (Schiff, 1939)
Die Seydlitz war ein nicht fertiggestellter Schwerer Kreuzer der deutschen Kriegsmarine. Sie war das vierte Schiff der Admiral-Hipper-Klasse (Bauauftrag Kreuzer K). Das Schiff wurde nach Friedrich Wilhelm von Seydlitz benannt.

## Geschichte
Am 8. Juni 1936 entschied der Oberbefehlshaber der Marine, Erich Raeder, zwei 10.000-Tonnen-Kreuzer bauen zu lassen, die Kreuzer K und L, die spätere Seydlitz und die Lützow. Als Hauptbewaffnung waren zwölf 15-cm-Geschütze vorgesehen, was die Schiffe zu Leichten Kreuzern gemacht hätte. Es waren die gleichen Geschütztürme wie auf den Kreuzern der Königsberg- und Leipzig-Klasse vorgesehen. Ansonsten ähnelten alle Anforderungen der vorgehenden Admiral-Hipper-Klasse.
Der Auftrag für den Kreuzer K ging an die Bremer Werft AG „Weser“ (Deschimag), die ihn am 29. Dezember 1936 auf Kiel legte. Am 30. Dezember 1938 informierte das Deutsche Reich das Vereinigte Königreich darüber, doch zwei weitere Schwere Kreuzer bauen zu wollen. Für den Neubau waren fortan 20,3-cm-Geschütze vorgesehen, was durch die der Admiral-Hipper-Klasse entsprechende Konstruktion ohne größere Probleme möglich war. Der Stapellauf der Seydlitz erfolgte am 19. Januar 1939, wobei der frühere Artillerieoffizier des Schlachtkreuzers Seydlitz, Admiral Richard Foerster, die Taufrede hielt. Zu Kriegsbeginn war der Kreuzer zu zwei Dritteln fertig, doch mit dem nun forcierten Bauprogramm für U-Boote verzögerte sich sein Weiterbau. Die Sowjetunion wollte, neben dem Schwesterschiff Lützow, auch die Seydlitz kaufen, doch dies wurde abgelehnt.

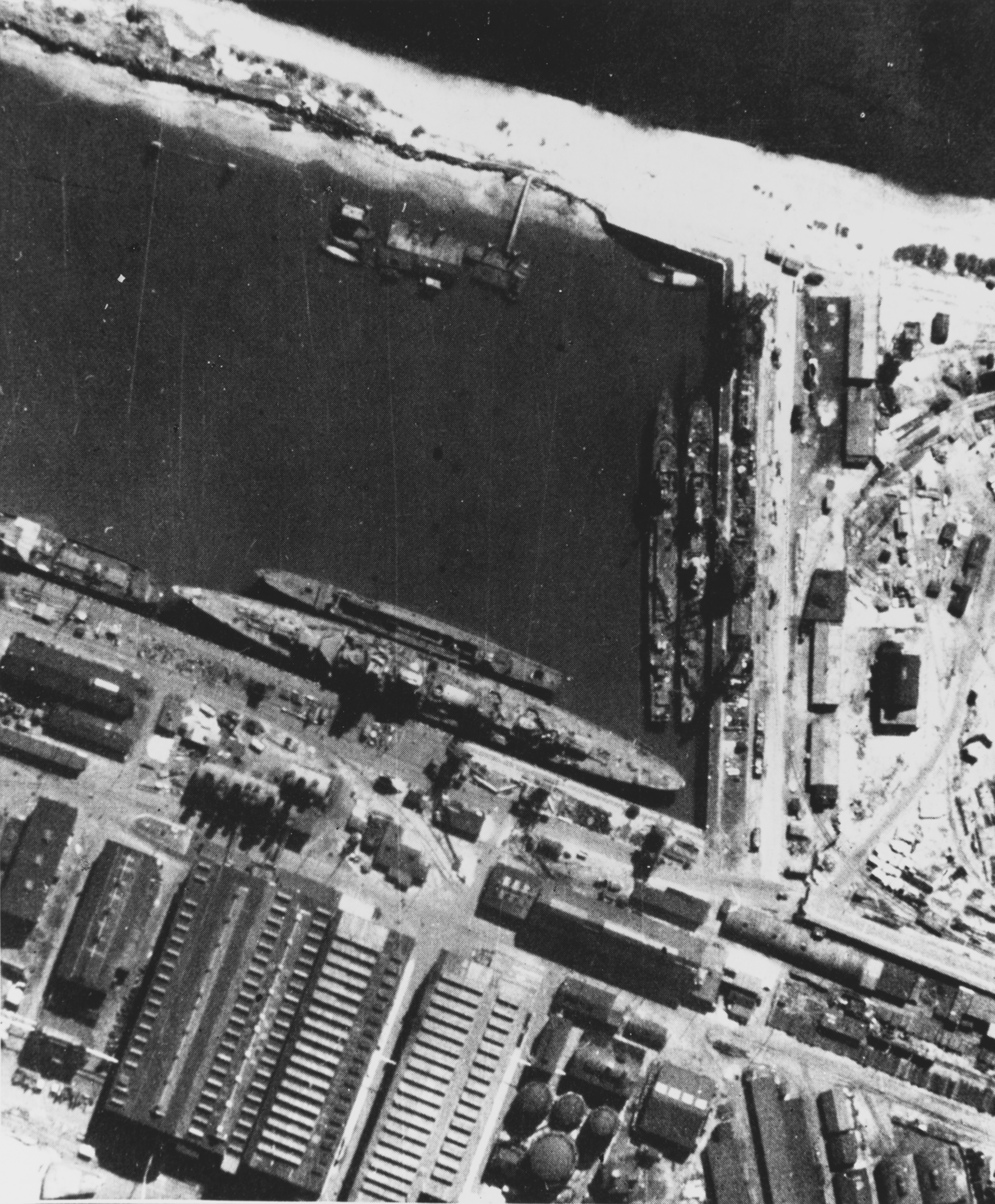
Die Seydlitz und drei noch im Bau befindliche Zerstörer in Bremen, 8. Mai 1942

Im August 1942 wurde entschieden, das Schiff zu einem Flugzeugträger umzubauen. Das Schiff war bereits zu über 90 % fertiggestellt, die  Indienststellung ungefähr für den Jahreswechsel 1942/43 vorgesehen. So wäre das Schiff noch kurz vor dem Befehl Hitlers vom 26. Januar 1943, alle großen Überwassereinheiten außer Dienst zu stellen, fertig geworden. Das Marineoberkommando hielt den Umbau wegen der nahenden Fertigstellung nicht für wünschenswert, stimmte aber „der Not gehorchend“ dem Um- und Rückbau zu. Das Vorhaben erhielt den Decknamen „Weser-1“, aber das Schiff selbst wurde nicht umgetauft. Für den Umbau waren etwa zwei Jahre veranschlagt. Der Rückbau erforderte das Entfernen der gesamten Bewaffnung und die Demontage der Aufbauten. Die vier Geschütztürme mit ihren jeweils zwei 20,3-cm-Kanonen wurden als Küstenartillerie in Frankreich installiert: Die Türme „Anton“ und „Dora“ wurden in der Batterie „Karola“ auf der Île de Ré (4./Marine Artillerie Abteilung 282) verbaut, die Türme „Bruno“ und „Cäsar“ wurden in der Batterie „Seydlitz“ auf der Île de Groix (5./Marine Artillerie Abteilung 264) verwendet.
Mit Hitlers Außerdienststellungbefehl wurden die Arbeiten am Schiff eingestellt. Beim Baustopp an der Seydlitz standen noch der Schornstein und einige weitere Aufbauten auf dem Oberdeck.
Ende März 1944 wurde das Schiff von Bremen über Kiel nach Königsberg geschleppt, wo es am 2. April eintraf und ab Dezember 1944 als Wohnschiff genutzt wurde. Wegen des Vordringens der Roten Armee wurde das Schiff am 10. April 1945 an seinem Liegeplatz im Hafen von Königsberg gesprengt. Das Wrack wurde 1946 von der sowjetischen Marine gehoben und nach Leningrad geschleppt, da es möglicherweise als Ersatzteillager für die einstige Lützow dienen konnte. Tatsächlich wurde es am 10. März 1947 in die Schiffsliste eingetragen, dann aber am 9. April 1947 doch wieder gestrichen und verschrottet.